# 盲学校、聾学校及び養護学校小学部・中学部学習指導要領
盲学校、聾学校及び養護学校小学部・中学部学習指導要領（もうがっこう、ろうがっこうおよびようごがっこうしょうがくぶ・ちゅうがくぶがくしゅうしどうようりょう）とは、かつて文部省が告示していた特殊教育諸学校小学部・中学部における学習指導要領のことである。
2007年4月、特別支援学校制度の開始に伴い、2009年3月に特別支援学校小学部・中学部学習指導要領が文部科学省により告示(2007年4月時点で、実質的には「特別支援学校小学部・中学部学習指導要領」へ読替)され、2012年4月よりこちらが完全施行となったため、現在は適用されていない。

## 概要
盲学校、聾学校及び養護学校小学部・中学部学習指導要領は、特殊教育諸学校（現在の特別支援学校）小学部・中学部で実際に教えられる内容とその詳細について、学校教育法施行規則の規定を根拠に定めていた。
この他、幼稚園教育要領、盲学校、聾学校及び養護学校幼稚部教育要領、小学校学習指導要領、中学校学習指導要領、高等学校学習指導要領、盲学校、聾学校及び養護学校高等部学習指導要領があった。